# Nanne Meyer
Nanne Meyer (* 1953 in Hamburg) ist eine deutsche bildende Künstlerin, die in Berlin lebt und arbeitet. Ihr Werk besteht aus Zeichnungen, Collagen und der Herstellung von Künstlerbüchern. Sie war als Professorin an der Kunsthochschule Berlin-Weißensee tätig.

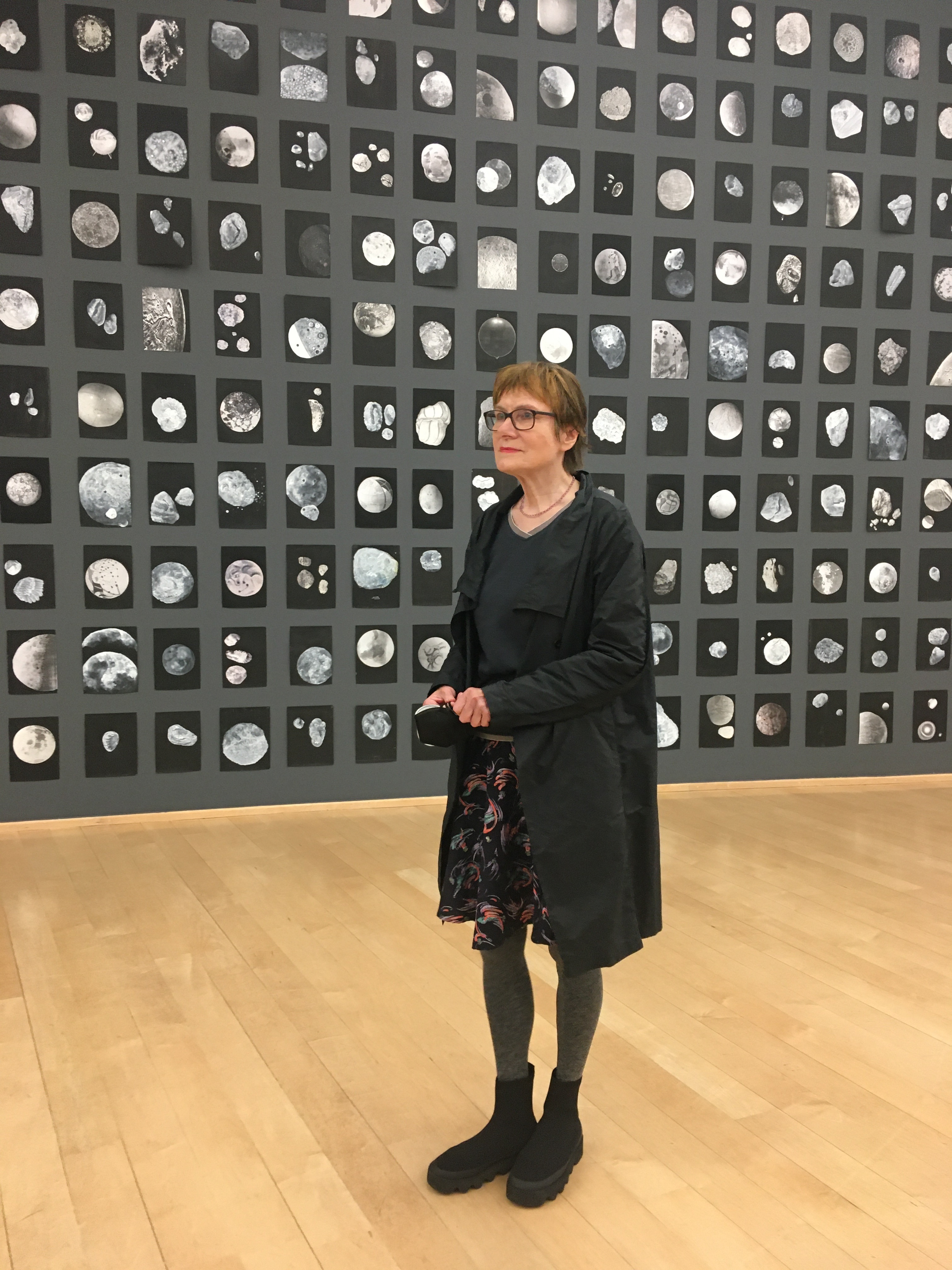
Nanne Meyer in ihrer Ausstellung „überAll“, Oldenburg 2022

## Leben
Nanne Meyer wurde 1953 in Hamburg geboren. Ihre Ausbildung erfolgte von 1974 bis 1981 an der Hochschule für Bildende Künste Hamburg (HFBK). Ihre Lehrer waren unter anderem Gerhard Rühm, Dieter Roth und Tomas Schmit. 1982/83 studierte sie mit einem DAAD-Stipendium in London an der Saint Martins School of Art und erhielt 1986 das Stipendium der Villa Massimo, das sie nach Rom führte. Von 1994 bis 2016 lehrte sie als Professorin an der Kunsthochschule Berlin-Weißensee im Bereich Visuelle Kommunikation. Sie lebt in Berlin.
Nanne Meyer ist Mitglied des Deutschen Künstlerbundes. und der Akademie der Künste, Berlin.

## Werk
Zentral für Nanne Meyers Werk ist seit Ende der 1970er Jahre das Medium Zeichnung, „verstanden als ein Prozess von Werden und Vergehen, der von einer aufmerksamen Wahrnehmung, einem experimentellen Zugang, sowie einer assoziativen Vorgehensweise geprägt ist“. Das Verhältnis von Wortsprache und Zeichnung bildet einen weiteren Schwerpunkt ihrer Arbeit.
Bei den seit 1986 entstehenden Jahrbüchern mit Zeichnungen, Texten und Collagen handelt es sich nicht um Skizzenbücher, sondern um eigenständige Arbeiten. Bisher sind 31 Bücher mit insgesamt über 10.000 Zeichnungen entstanden.
Nanne Meyer arbeitet auf Papier, das sie teilweise aus alltäglichen Kontexten entnimmt (Ansichts-Kartei- und Landkarten; Einwickelpapiere, Buchseiten, Formulare usw.) und dessen Eigenschaften an der Entstehung ihrer Zeichnungen beteiligt sind.
Seit dem Jahr 2000 entstehen unter den Titeln Nachtflug, Papierperspektive und Kartografik großformatige Zeichnungen zu spezifische Raum- und Wahrnehmungserfahrungen u. a. beim Fliegen.
Nanne Meyers zeichnerisches Werk umfasst umfangreiche thematisch zusammenhängende Werkgruppen, kleinformatige Serien, großformatige Zeichnungen, raumgreifende Installationen, sowie Bücher und Hefte.

## Preise und Stipendien
- 2014 Hannah-Höch-Preis des Landes Berlin[6]
- 2013 Künstlerinnenpreis NRW für Zeichnung (Hauptpreis)[7]
- 2003 Förderung des Kunstfonds Bonn für die Publikation Luftblicke
- 1996 Arbeitsstipendium der Djerassi-Artist-Foundation, Woodside, Kalifornien
- 1990 Märkisches Stipendium für bildende Kunst
- 1989 Zeichenstipendium Nürnberg
- 1986–87 Villa Massimo, Rom
- 1982–1983 DAAD-Stipendium London (Saint Martin’s School of Art)

## Ausstellungen (Auswahl)

### Einzelausstellungen
- 2024 – noch nicht mehr, Galerie Brusberg, Berlin[8]
- 2023 – Pläne Machen, Galerie Dittmar, Berlin[9]
- 2022 – überAll - von Punkthelligkeiten und Turbulenzmustern, Horst-Janssen Museum, Oldenburg[10]
- 2022 – Versteckte Texte Kurt Tucholsky Literaturmuseum Schloss Rheinsberg, in Kooperation mit der Akademie der Künste Berlin[11]
- 2019 – Gute Gründe, Kunstmuseum Bonn[12]
- 2018 – von wegen, Im Atelier Max Liebermann, Max Liebermann Haus, Stiftung Brandenburger Tor, Berlin[13]
- 2017 – sowieso, Little Krimminals, Studio Krimm, Berlin[14]
- 2014 – Nichts als der Moment, aus Anlass der Verleihung des Hannah-Höch-Preises 2014, Kupferstichkabinett, Staatliche Museen zu Berlin[15]
- 2014 – Fünfunddreißig Jahre zeichnen, aus Anlass des Künstlerinnenpreises NRW für Zeichnung 2013, Museum Goch
- 2012 – Kartografische Gleitflüge, Galerie Jordan/Seydoux, Berlin
- 2008 – Papierperspektive, Institut für moderne Kunst, Nürnberg[16]
- 2006 – Treibgut, Kunstverein Würzburg
- 2005 – Luftblicke, Saal der Meisterzeichnung, Hamburger Kunsthalle, Hamburg
- 2004 – Himmelszeichnen, Kunsthalle Bremen
- 2003 – Against the Grain, Bucknell University, Samek Art Gallery, Lewisburg (PA)
- 2002 – Unsichtbar sichtbar, Staatliches Museum für Kunst und Design, Nürnberg
- 2001 – Himmel ist Erde, Galerie Basta, Hamburg
- 2000 – Haptische Modelle, Kunstraum Büchsenhausen, Innsbruck (mit Eva-Maria Schön)
- 2000 – Leicht bewölkt, Galerie Rainer Borgemeister/Inga Kondeyne, Berlin
- 1999 – Lichtbilder – Blaupausen – Wolkenbilder, Kunsthalle Winterthur
- 1999 – Galerie & Edition Marlene Frei, Zürich, auf Art Forum Berlin[17]
- 1998 – Dinge in der Luft verstecken, Städtische Galerie im Lenbachhaus, München
- 1998 – Rundstücke, Kunstverein Siegen
- 1997 – Lauter Stilleben, Kunstverein Bochum
- 1997 – Ornithologische Notizen, Edition + Galerie Opitz-Hoffmann, Bonn
- 1997 – Zeichnung heute I, Kunstmuseum Bonn (mit Silvia Bächli und Camill Leberer)
- 1995 – Städtische Galerie, Tuttlingen
- 1995 – Kunstverein Eislingen
- 1992 – Galerie Raymond Bollag II, Zürich
- 1992 – Haaresbreite, Städtische Galerie Haus Coburg, Delmenhorst
- 1992 – Wer A sagt, muß gar nichts, Kulturforum Alte Post, Neuss
- 1992 – Galerie Friebe, Lüdenscheid
- 1991 – Marburger Kunstverein, Marburg
- 1990 – Studio, Städtische Galerie, Lüdenscheid
- 1990 – Goethe-Institut, Rotterdam
- 1990 – Petersen Galerie auf der Art Frankfurt
- 1989 – Zeichnungen, Kunsthalle, Nürnberg
- 1989 – Lautlose Dinge und andere Wesen, KX Kunst auf Kampnagel, Hamburg (mit Monika Bartholomé und Suse Wiegand)
- 1986 – Arte Fiera, Bologna
- 1984 – Förderkoje, Petersen Galerie, Berlin auf der Art Cologne, Köln

### Gruppenausstellungen
- 2024 – RE:VISION – 20 Jahre Kunstverein Tiergarten, Kunstverein Tiergarten, Berlin[18]
- 2024 – Draußen betrachtete ich dann die schwankenden Grashalme und spürte, wie auch ich allmählich ein Gesicht bekam, Achim Freyer Kunsthaus[19]
- 2024 – Beginners Mind, Galerie Max Hetzler[20]
- 2024 – Aus freier Hand, Monika Bartholomé mit dem Museum für Zeichnung, Kunst Museum Ahlen[21]
- 2024 – »daß die Göttin nicht himmelwärts, sondern herab nach ihren Freunden blickt«, Secci Gallery[22]
- 2024 – Ptolemäus: Die Welt im Griff, Kunsthaus Grenchen[23]
- 2023 – Solar Breath – Wissen woher der Wind weht, Eres-Stiftung[24]
- 2023 – Von Blatt zu Blatt – Wege der Zeichnung, Galerie Parterre Berlin[25]
- 2022 – Über die Zeichnung hinaus, ZAK – Zentrum für Aktuelle Kunst, Zitadelle Spandau, Berlin[26]
- 2022 – Eine Frau ist eine Frau ist eine Frau…, Aargauer Kunsthaus, Aarau (Schweiz)[27]
- 2022 – Raum für phantasievolle Aktionen, Neupräsentation der Sammlung, Kunstmuseum Bonn[28]
- 2022 – Medium Zeichnung, Kunstsammlung Gera[29]
- 2021 – Vermessung der Welt, Künstlerbücher aus der Sammlung Opitz-Hoffmann, Kunstsammlung Jena[30]
- 2020 – Gezeichnete Stadt, Berlinische Galerie, Museum für moderne Kunst, Berlin
- 2020 – Wolken in der zeitgenössischen Kunst, Oldenburger Kunstverein, Oldenburg[31]
- 2020 – ... AUSSER VIELLEICHT EINE KONSTELLATION, Hommage á Giandomenico Tiepolo, oqbo, Berlin
- 2020 – Wir heben ab, Bilder vom Fliegen von Albrecht Dürer bis Jorinde Vogt, Kupferstichkabinett, Berlin[32]
- 2018 – Arktis, Kunstverein Neukölln, Berlin[33]
- 2018 – Erzeichnen, Galerie Inga Kondeyne, Berlin
- 2018 – Kannitverstan, Was Zeichnungen erzählen, Kommunale Galerie, Berlin[34]
- 2018 – Waldarbeiten, Kunstverein Tiergarten, Galerie Nord, Berlin[35]
- 2018 – Follow the Line, Positionen zeitgenössischer Zeichnung, Kunsthalle der Stadtsparkasse Leipzig[36]
- 2017 – Drawing Now, Messe Für Zeichnung Paris, bei Galerie Bernard Jordan, Paris / Zürich
- 2017 – Am Anfang war das Wort am, Kunsthaus Achim Freyer, Berlin[37]
- 2017 – Voyage, Voyage! Über das Reisen in der Kunst, Kunstmuseum Olten, Schweiz[38]
- 2017 – Ein Punkt, der die Linie spazieren führt, Galerie Netuschil, Darmstadt[39]
- 2017 – Buchwelten, Museum Sinclair Haus, Bad Homburg
- 2017 – Über den Umgang mit Menschen, wenn Zuneigung im Spiel ist. Sammlung Klein, Kunstmuseum Stuttgart[40]
- 2016 – Drawing Now, Messe Für Zeichnung Paris, bei Galerie Bernard Jordan, Paris/Zürich
- 2016 – Wolken/Clouds, Galerie Arnoldi-Livie, München
- 2016 – Sammlung Opitz-Hoffmann, Kunstsammlung Jena
- 2016 – Zeichnungsräume II, Positionen zeitgenössischer Graphik, Hamburger Kunsthalle[41]
- 2015 – Die Zimmer der Nomaden, Galerie Nord, Kunstverein Tiergarten, Berlin
- 2015 – Zoogeographie, Wie sich Tiere auf der Welt verbreitet haben, Phyletisches Museum, Jena[42]
- 2014 – Cabinet de dessins, Galerie Jordan/Seydoux, Berlin
- 2014 – Zeichnung der Gegenwart, Galerie Parterre, Berlin[43]
- 2014 – Eine Linie ist eine Linie ist eine Linie ist eine Linie, Aktuelle Positionen der Zeichnung, Galerie Pankow, Berlin[44]
- 2014 – Von oben gesehen, Die Vogelperspektive, Germanisches Nationalmuseum Nürnberg[45]
- 2013 – Galerie Bernard Jordan, beim Salon du Dessin, Internationale Messe für Zeichnung, Paris
- 2013 – Aus Spaß wird Ernst, Projektraum, Deutscher Künstlerbund, Berlin
- 2013 – Laß Dich von der Natur anwehen, Landschaftszeichnung der Romantik und Gegenwart, Kunsthalle Bremen
- 2012 – Blätterwald, oder die Quintessenz des Buches, Projektraum, Deutscher Künstlerbund, Berlin
- 2012 – Météorologies mentales / oeuvres de la collection Andreas Züst, Centre Culturelle Suisse, Paris
- 2012 – Sammlung Gottfried Hafemann, Kunsthalle der Stadt Wiesbaden
- 2010 – Linie, Line, Linea, Zeichnung der Gegenwart, Kunstmuseum Bonn, (Wanderausstellung)[46]
- 2010 – Pingpong/Künstlerpost, (Nanne Meyer mit F.W. Bernstein) Projektraum, Deutscher Künstlerbund, Berlin[47]
- 2010 – Zeichnungen, aus der Sammlung Bergmeier und der Sammlung Oehmen, Kunstsäle Berlin
- 2010 – Innenaußen, 4. Biennale der Zeichnung, Kunstverein Eislingen[48]
- 2010 – Je mehr ich zeichne, Zeichnung als Weltentwurf, Museum für Gegenwartskunst, Siegen
- 2009 – As time goes by. Kunstwerke über Zeit, Berlinische Galerie, Berlin
- 2009 – Gestern oder im 2. Stock. Karl Valentin, Komik und Kunst seit 1948, Münchner Stadtmuseum, München
- 2009 – Memorizer. Der Sammler Andreas Züst, Aargauer Kunsthaus, Aarau (Schweiz)[49]
- 2009 – Die Umrundung des Horizonts. Hommage an die Petersen Galerie 1977–94, Kommunale Galerie, Berlin
- 2009 – Die unsichtbare Hand. Zeitgenössische Zeichnung in der Städtischen Galerie, Delmenhorst
- 2009 – Papieroffensiv / Zeichnungen, oqpo Erzeugermarkt #3, Berlin
- 2009 – Undercover I, special editions in books, boxes & rolls, Galerie Barbara Wien, Berlin
- 2009 – Anonyme Zeichner Nr. 10, Kunstraum Kreuzberg im Künstlerhaus Bethanien, Berlin
- 2009 – Zeigen. Eine Audiotour durch Berlin mit Karin Sander, Temporäre Kunsthalle Berlin
- 2007 – Im Fluß, Künstlerbücher mit Blick aufs Wasser, Museum Weserburg, Bremen
- 2007 – Grafik im Licht, Berlinische Galerie, Berlin
- 2006 – Kunst in Hamburg. Heute II, Galerie der Gegenwart, Hamburger Kunsthalle, Hamburg[50]
- 2006 – Portulans, Galerie Anton Meyer, Genf (mit Marianne Kuhn und Guilaume Estoppey)
- 2006 – Gletscherdämmerung, Klimawandel und die Folgen, Ausstellung und Symposium der ERES-Stiftung, Alte Residenzpost, München
- 2006 – Die Erfindung des Himmels, Aargauer Kunsthaus, Aarau
- 2006 – Punkt und Linie, Fläche und Raum, Zeichnung heute, Overbeck-Gesellschaft, Lübeck
- 2006 – Wittgenstein in New York, Kupferstichkabinett, Staatliche Museen zu Berlin[51]
- 2004 – Zeichnung entdecken. Biennale der Zeichnung, Kunstverein Eislingen[52]
- 2004 – Zeichnung vernetzt, Städtische Galerie Haus Coburg, Delmenhorst
- 2004 – In erster Linie, Museum Fridericianum, Kassel
- 2003 – Herbarium der Blicke, Kunst- und Ausstellungshalle der Bundesrepublik Deutschland, Bonn
- 2002 – German Drawing, Milwaukee Institute of Art & Design, Milwaukee (WI)
- 2002 – Kopfreisen / Jules Verne, Adolf Wölfli und andere Grenzgänger, Seedamm, Kulturzentrum, Pfäffikon und Kunstmuseum Bern
- 2002 – Fluxus und die Folgen, Kunstsommer Wiesbaden
- 2002 – Nach der Natur, Berlinische Galerie, Berlin
- 2002 – Les isles de tohu et bohu, Galerie Anton Meier, Genf
- 2001 – Gezeichnet, Nassauischer Kunstverein, Wiesbaden
- 2001 – Up in the sky, Kunsthaus Grenchen (Schweiz)
- 2001 – Art & Music, Galerie Anton Meier, Genf und Galerie & Edition Marlene Frei, Zürich
- 2001 – Ausgezeichnete Räume, Torstraße 111, Berlin
- 2000 – Von Wind und Wolken, Kunsthaus Langenthal (Schweiz)
- 2000 – Zukunftswerkstatt Buch, Ausstellung und Symposium, Universitätsbibliothek, Würzburg
- 2000 – Wiens Laden und Verlag, Berlin, auf Art forum, Berlin, und Kunstmesse, Zürich
- 1998 – Aus Berliner Ateliers, Kunsthalle Rostock
- 1997 – Bleistiftzeichnungen I, Galerie der Spiegel, Köln
- 1997 – Galerie & Edition Marlene Frei, Zürich, auf Art forum berlin
- 1997 – Handnah, Galerie Opitz-Hoffmann, Bonn
- 1997 – Form und Funktion der Zeichnung heute, Ausstellung auf der Art Frankfurt
- 1997 – Galerie Pro Arte, Freiburg, auf Art Cologne (mit Friedrich Einhoff und Karl Bohrmann)
- 1996 – Von den Dingen – Gegenstände in der zeitgenössischen Kunst, Museum zu Allerheiligen, Schaffhausen und Städtische Galerie Rähnitzgasse, Dresden
- 1996 – Zeichnen, Germanisches Nationalmuseum, Nürnberg
- 1995 – Missing links. Arbeiten auf Papier. Künstler/innen aus Berlin, Galerie Klaus Fischer, Berlin
- 1995 – Kunst in Deutschland. Aus der Sammlung des Bundes, Kunst- und Ausstellungshalle der Bundesrepublik Deutschland, Bonn
- 1994 – 9. Nationale der Zeichnung, Augsburg
- 1994 – Multiple world, Atlanta College of Art Gallery, Atlanta (GA)
- 1994 – Die Bücher der Künstler, Ifa-Galerie, Institut für Auslandsbeziehungen, Berlin (Wanderausstellung)
- 1994 – Collagen, Galerie Lang, Wien, auf Art Basel
- 1993 – Wiederbegegnung, Kunstverein Marburg
- 1993 – Künstlerbücher, Neues Museum Weserburg, Bremen
- 1991 – Zur Kunst in Frankfurt, Karmeliterkloster, Frankfurt a. M.
- 1991 – Figürliche Zeichnung, Kunstverein Heilbronn
- 1991 – Kunstbuch – Buchkunst, Kunsthalle St. Gallen
- 1991 – Zeichner 3, Emschertal-Museum, Herne
- 1991 – Aus der Sammlung, Kunsthalle Nürnberg
- 1991 – Zeichnen Zeichen setzen, Kunsthalle Recklinghausen
- 1990 – Zeichnung, Symbol, Totem, 6. Nationale der Zeichnung, Augsburg
- 1989 – Märkisches Stipendium für bildende Kunst, Städtische Galerie, Lüdenscheid
- 1988 – Zeichnungen, Kunstverein im Ganserhaus, Wasserburg
- 1988 – Papierarbeiten aus der Sammlung der Deutschen Bank, Galerie Thomas, München
- 1988 – Villa Massimo Rom 1986-1988, Neue Galerie Sammlung Ludwig, Aachen
- 1987 – Kunstpreis junger Westen. Handzeichnungen, Kunsthalle Recklinghausen
- 1986 – Zeichner aus Hamburg, Galerie der Künstler, München
- 1984 – Bewerbungen um das Rom Stipendium, Kunstverein Hannover
- 1984 – Zeichnungen, Kunsthaus Hamburg
- 1983 – Seven German Artists, DAAD-Stipendiaten, Goethe-Institut, London
- 1981 – Hamburger Kunstwochen, Kunstverein Hamburg

## Vertreten in Sammlungen
- Staatliche Museen zu Berlin, Preußischer Kulturbesitz, Kupferstichkabinett
- Berlinische Galerie – Landesmuseum für moderne Kunst, Photographie und Architektur, Berlin
- Kunstmuseum Bonn
- Museum Kunstpalast Düsseldorf, Sammlung Hanck
- Museum für Kommunikation, Frankfurt am Main
- Gustav-Lübcke-Museum, Hamm
- Museum für Kunst und Design, Nürnberg
- Artothek, Neuer Berliner Kunstverein, Berlin
- Kunsthalle Bremen, Kupferstichkabinett
- Städtische Galerie Haus Coburg, Delmenhorst
- Staatliche Kunstsammlungen Dresden, Kupferstich-Kabinett
- Hamburger Kunsthalle, Kupferstichkabinett
- Staatliche Kunstsammlungen Jena, Sammlung Opitz-Hoffmann
- Sammlung des Bundes
- Sammlung der Landesbank Berlin
- Sammlung Deutsche Bank
- Sammlung Droege Group, Düsseldorf
- Bauten des Bundes in Berlin, Grafische Sammlungen
- Kunstsammlung der ZÜRICH in Frankfurt
- Sammlung der Volksfürsorge Hamburg
- Sammlung Bayrische Vereinsbank Nürnberg
- Sammlung Graf von Faber Castell, Stein bei Nürnberg
- Kunstsammlung der Klinik Hirslanden, Zürich (Schweiz)

## Bibliographie (Auswahl)

### Monographische Publikationen und Künstlerbücher
- Meyers Handbuch über das Weltall. (erschienen zur Ausstellung überAll – von Punkthelligkeiten und Turbulenzmustern im Horst-Janssen Museum Oldenburg), hrsg. von Jutta Moster-Hoos, [Text: Jutta Moster-Hoos, Sibylle Anderl; Konzept: Nanne Meyer, Patrizia Bach]. Hatje Cantz, Berlin 2022, ISBN 978-3-7757-5164-3.
- Gute Gründe. (erschienen zur gleichnamigen Ausstellung im Kunstmuseum Bonn[53]), hrsg. von Volker Adolphs und Nicola von Velsen, [Text Volker Adolphs, Michael Glasmeier]. Hatje Cantz, Berlin 2019, ISBN 978-3-7757-4587-1.
- Meyers Handatlas. (Künstlerbuch zur Ausstellung von wegen. Im Atelier Liebermann: Nanne Meyer,[54] Max Liebermann Haus, Berlin) hrsg. von der Stiftung Brandenburger Tor, Barbara Nierhoff-Wielk, Evelyn Wöldike, [Text Barbara Nierhoff-Wielk] Verlag der Buchhandlung Walther König, Köln 2018
- sowieso. Hrsg. von Little Krimminals, Sara Bernshausen, Barbara Krimm, Julia Rosenbaum, [Text Michael Glasmeier]. Berlin 2017.
- Kan[t]nitverstan. (Beitrag zur Kritkfarbrik Graz 9.6.2017), Beginner Press, Berlin 2017 [28 × 21 cm, Auflage 25 nummerierte und signierte Exemplare].
- Draw # 9 Nanne Meyer. Hefte zur zeitgenössischen Zeichnung. Hrsg. von Nora Schattauer, Revolver-Publishing, Berlin 2015.
- Nichts als der Moment, Zeichnungen. (Katalog) hrsg. vom Kupferstichkabinett Berlin, Text Andreas Schalhorn, aus Anlass der Verleihung des Hannah-Höch-Preises Berlin. Wienand, Köln 2014, ISBN 978-3-86832-238-5.
- Fünfunddreissig Jahre Zeichnen. (Katalog) hrsg. Frauenkulturbüro NRW, Museum Goch, [Text Andreas Schalhorn] Pagina, Goch 2014
- Zinnober. Zeichnungen von Nanne Meyer. (Text Cornelia Jentzsch; Auflage 500 Exemplare, davon 20 nummeriert und signiert). Gimlet, Köln 2007.
- Die relative Vermessung der Wolke. (Künstlerbuch zur Ausstellung Luftblicke, Hamburger Kunsthalle, Meistersaal der Zeichnung), hrsg. von Andreas Stolzenburg [Text Nanne Meyer], 2005.
- Himmelszeichnen. Katalog. hrsg. von Anne Buschhoff und Wulf Herzogenrath, Kunsthalle Bremen, [Text Anne Buschhoff, Nanne Meyer, Nicola von Velsen] Hauschild, Bremen 2004.
- Luftblicke. Nanne Meyer. (Faksimile von Jahrbuch 16) hrsg. von Nicola von Velsen, [Text Nanne Meyer]. Gimlet, Köln 2003.
- Lufttexte. Zu Nanne Meyers Reihe der Blindbände. hrsg. von Nicola von Velsen, [Text Volker Adolphs, Angelika Affentranger-Kirchrath, Barbara Monk Feldman, Matthias Gubig, Stefan Gronert, Cornelia Jentzsch, Marie Luise Knott, Michaela Ott, Christian Rümelin, Christoph Schreier, Nicola von Velsen, Walter Zimmermann]. Gimlet, Köln 2003.
- Zeichnung heute. Nanne Meyer. (Katalog) hrsg. vom Kunstmuseum Bonn, [Text Volker Adolphs, Nanne Meyer, Dieter Ronte] Hauschild, Bremen 1997
- Nanne Meyer. Zeichnung. hrsg. von Nicola von Velsen [Text Christiane Andersson, Hans-Peter Erlhoff, Nanne Meyer, Christoph Schreier, Nicola von Velsen, Hanns Zischler] Hatje Cantz, Ostfildern 1995
- Nanne Meyer. (Katalog) hrsg. von der Kunsthalle Nürnberg [Text Michael Glasmeier, Lucius Griesebach, Nanne Meyer, Nicola von Velsen] Verlag für moderne Kunst, Nürnberg 1989

### Zeichnungen zu Texten
- Marie-Luise Knott, Thomas Brovot, Ulrich Blumenbach, Jakob Becker (Hrsg.): Zaitenklänge, Geschichten aus der Übersetzung.[55] Matthes & Seitz, Berlin 2018, ISBN 978-3-95757-567-8, S. 192–208.
- Urs Faes: Raunächte. Inselbücherei, Berlin 2018, ISBN 978-3-458-19452-1.[56] (Umschlag und 9 ganzseitige Zeichnungen)
- Peter Waterhouse: Die Auswandernden. starfruit publications, Fürth 2016, ISBN 978-3-922895-28-2.
- André Gide: Der Griesgram. Aus dem Französischen und mit einem Nachwort von Tim Trzaskalik. Matthes & Seitz, Berlin 2015, ISBN 978-3-95757-002-4.[57]
- Urs Faes: Paris. eine Liebe. Inselbücherei, Berlin 2012, ISBN 978-3-458-19366-1.[58]
- Marie Luise Knott: Verlernen. Denkwege bei Hannah Arendt. Matthes & Seitz, Berlin 2011, ISBN 978-3-88221-605-9.

### Beteiligungen in Katalogen und Büchern
- Künstlerinnen schreiben Ausgewählte Beiträge zur Kunsttheorie aus drei Jahrhunderten. hg. von Renate Kroll und Susanne Gramatzki, Dietrich Reimer, Berlin 2018, ISBN 978-3-496-01582-6.
- Buchwelten, Book World. (Kat.) hg. von Andrea Firmenich und Johannes Janssen, Museum Sinclair-Haus Bad Homburg, Kerber, Bielefeld/Berlin 2017, ISBN 978-3-7356-0406-4.
- Zeichnungsräume, Positionen zeitgenössischer Graphik. (Kat.) hg. von Hubertus Gaßner, Petra Röttig, Andreas Stolzenburg, Hamburger Kunsthalle, Kerber, Bielefeld 2016, ISBN 978-3-7356-0253-4.
- Von oben gesehen, Die Vogelperspektive. (Kat.) hg. von Yasmin Doosry, Germanisches Nationalmuseum Nürnberg, Nürnberg 2014, ISBN 978-3-936688-91-7.
- Eine Linie ist eine Linie ist eine Linie. Aktuelle Positionen zur Zeichnung. (Kat.) hg. von Annette Tietz, Paula Böttcher, Galerie Pankow, Berlin 2014[59]
- Strategien der Zeichnung. Kunst der Illustration. hg. von Michael Glasmeier, Textem, Hamburg 2014, ISBN 978-3-86485-064-6.
- Pre-Columbian Remix. (Kat.) hg. von Patrice Giasson, Neuberger Museum of Art, New York 2013, ISBN 978-0-9795629-5-2.
- Berliner Künstlerhäuser, 20 Jahre Atelierhaus Mengerzeile 1993 bis 2013. hg. Constanze Suhr, Berlin 2013, ISBN 978-3-00-041406-0.
- Lass Dich von der Natur anwehen, Landschaftzeichnung der Romantik und Gegenwart. (Kat.) hg. von Anne Buschhoff, Kunsthalle Bremen; Kerber, Bielefeld 2013, ISBN 978-3-86678-780-3.
- Aus Passion, die Sammlung Hanck in Museum Kunstpalast. (Kat.) hg. von Stefanie Ippendorf, Gunda Luyken und Beat Wismer; Wienand, Köln 2012, ISBN 978-3-86832-067-1.
- Wunderkammermusik. Die Sammlungen der Kunsthalle Bremen 1994–2011 und darüber hinaus. Eine Introspektion. hg. von Katja Riemer und Andreas Kreul, Kunsthalle Bremen; DuMont, Köln 2001, ISBN 3-8321-9414-2.
- Museumsführer Kunsthalle Bremen. hg. von Anne Buschhoff, Deutscher Kunstverlag, Berlin/München 2011, ISBN 978-3-422-02286-7.
- Je mehr ich Zeichne – the more I draw, Zeichnung als Weltentwurf – Drawing as a concept for the world. hg. von Eva Schmidt, Museum für Gegenwartskunst Siegen; DuMont, Köln 2010, ISBN 978-3-8321-9343-0.
- Zeigen. Eine Audiotour durch Berlin von Karin Sander. (Kat.) Temporäre Kunsthalle Berlin, hg. von Karin Sander und Temporäre Kunsthalle Berlin; Walther König, Köln 2010, ISBN 978-3-86560-755-3.
- Linie. Line. Linea. Zeichnung der Gegenwart. (Kat.), hg. vom Institut für Auslandsbeziehungen e. V. (ifa) und Elke aus dem Moore, Kunstmuseum Bonn; DuMont, Köln 2010, ISBN 978-3-8321-9300-3.
- Gestern oder im 2. Stock. Karl Valentin, Komik und Kunst seit 1948. (Kat.) Münchner Stadtmuseum, hg. von Michael Glasmeier, Wolfgang Till; Silke Schreiber, München 2009, ISBN 978-3-88960-111-7.
- Das Wie am Was. Beratung Kunst. Das Kunstkonzept von Dröge & Comp. hg. von Michael Bockmühle und Thomas K. Scheffold, Frankfurt am Main, ISBN 978-3-89981-133-9.
- Kunst in Hamburg. Heute II. (Kat.) Hamburger Kunsthalle, hg. von der Hamburger Kunsthalle, Hachmannedition, Hamburg, 2006, ISBN 3-939429-05-8.
- Gletscherdämmerung. Klimawandel und die Folgen. (Kat.) hg. von Sabine Adler und Robert Schmitt, ERES-Stiftung, München 2006, ISBN 3-00-023658-9.
- Auf eigene Art. Das neue Thomas Mann-Haus am Münchner Herzogpark. hg. von Christoph Schreier, Preste, München 2006, ISBN 3-7913-3632-0.
- Räume der Zeichnung. hg. von Angela Lammert, Carolin Meister, Jan-Philipp Frühsorge, Andreas Schalhorn, Akademie der Künste Berlin, Verlag für moderne Kunst, Nürnberg 2005, ISBN 3-939738-10-7.
- Wittgenstein in New York. (Kat.) hg. vom Kupferstichkabinett Staatliche Museen zu Berlin, Kulturforum Potsdamer Platz, Berlin, DuMont, Köln 2005, ISBN 3-8321-7675-6.
- Wolkenbilder. Die Erfindung des Himmels. (Kat.) hg. von Stephan Kunz, Johannes Stückelberger, Beat Wismer, Aargauer Kunsthaus, Aarau;Hirmer, München 2005, ISBN 3-7774-2605-9.
- In erster Linie. 21 Künstlerinnen und das Medium Zeichnung. (Kat.) hg. von Barbara Heinrich, Kunsthalle Fridericianum, Kassel, 2004
- Zeichnung vernetzt. Drawings links. hg. von Barbara Alms, Städtische Galerie Delmenhorst; Hauschild, Bremen 2004, ISBN 3-89757-261-3.
- Zeichnung entdecken. Biennale der Zeichnung. (Kat.) hg. von Kunstverein Eislingen, 2004
- Kunst in der Karikatur. (Kat.) hg. von Karl-Ludwig Hofmann, Christmut Präger, Mannheimer Kunstverein; Heidelberg, 2003
- Herbarium der Blicke, Nahaufnahmen im deutschen Künstlerbund. (Kat.) hg. vom Deutschen Künstlerbund e. V., Berlin, 2003
- Zwischenspiel III. Nach der Natur. Eine Auseinandersetzung mit den Mitteln zeitgenössischer Kunst. (Kat.) hg. von der Berlinischen Galerie, 2002, ISBN 3-927873-81-0.
- 40 Jahre: Fluxus und die Folgen. (Kat.) hg. von René Block und Regina Bärthel, Wiesbaden, 2002
- Kopfreisen, Jules Verne, Adolf Wölfli und andere Grenzgänger. (Kat.) Seedamm Kulturzentrum Pfäffikon, Kunstmuseum Bern, hg. von Daniel Baumann und Monika Brunner, Bern; Frankfurt am Main (Revolver), 2002.
- German Drawing. Milwaukee Institute of Art & Design, Milwaukee (WI), 2002.
- Nanne Meyer. In: Künstler, ’Kritisches Lexikon der Gegenwartskunst‘. Ausgabe 55, München, 2001.
- Kunstsammlung der Klinik Hirslanden, (Kat.) Zürich, 1999
- Form und Funktion der Zeichnung heute. (Kat.) hg. von Art Frankfurt, Peter Weiermair und Axel Dielmann, Frankfurt, 1995.
- Augenzeugen. Die Sammlung Hanck. Papierarbeiten der 80er und 90er Jahre, (Kat.) hg. von Kunstmuseum Düsseldorf, 1995.
- Von den Dingen. Gegenstände in der zeitgenössischen Kunst. (Kat.) hg. von Tina Grütter, Museum zu Allerheiligen, Kunstverein Schaffhausen und Städtische Galerie Rähnitzgasse Dresden, Cantz, Ostfildern 1995, ISBN 3-89322-885-3.
- Kunst in Deutschland, Werke zeitgenössischer Künstler aus der Sammlung des Bundes. (Kat.) hg. von der Kunst- und Ausstellungshalle der Bundesrepublik Deutschland, Bonn; Wienand, Köln 1995
- Im Wüstenvogelton, Friedrich Nietzsche, Walter Zimmermann, Nanne Meyer. hg. vom Goethe-Institut Turin, 1994
- Künstler in Frankfurt. (Kat.) Deutsche Bank, Frankfurt am Main, 1994
- Endlich Vierzig. (Kat.) Gabriele-Münter-Preis für Bildende Künstlerinnen ab 40, hg. vom Frauen Museum, Bonn 1994
- Zeichnen. Zeichen setzen. (Kat.) hg. von Ferdinand Ullrich, Kunsthalle Recklinghausen, 1991, ISBN 3-929040-07-7.
- Aspekte der deutschen Zeichnung. (Kat.), hg. vom Goethe-Institut Rotterdam, 1991
- Kapitel 2, Ausstellung zur Kunst in Frankfurt. (Kat.) Karmeliterkloster Frankfurt am Main, 1991
- M Villa Massimo 1986–1988. Studiengäste und Ehrengäste. (Kat.) hg. von der Neuen Galerie – Sammlung Ludwig Aachen, 1989